# مؤشر ليزر

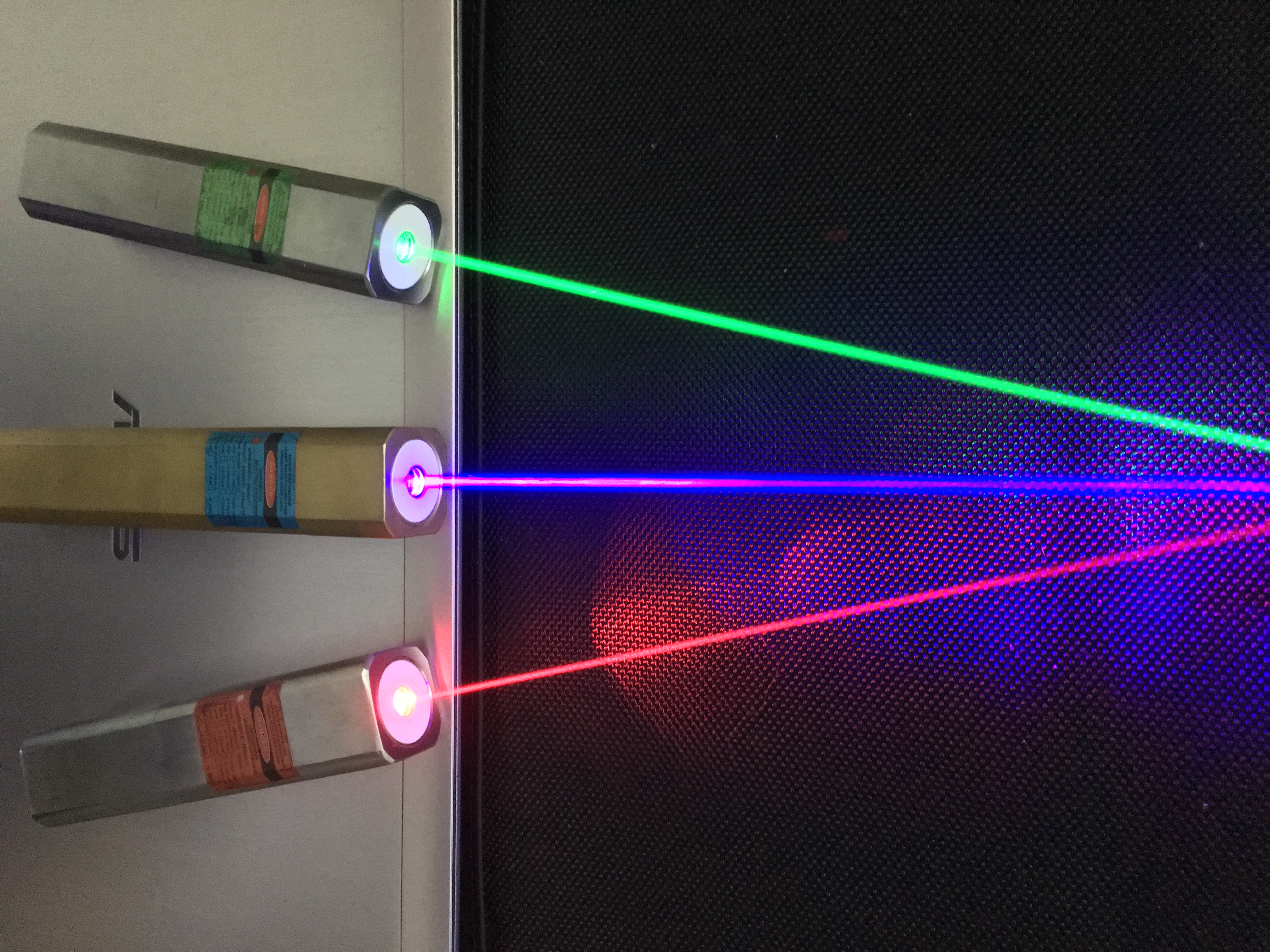
الطول الموجى لالوان مؤشرات الليزر - الاحمر635 نانومتر- الأخضر 532 نانومتر - الأزرق 445 نانومتر

مؤشر الليزر أو قلم الليزر هو جهاز صغير محمول باليد مع مصدر طاقة (عادة بطارية) وثنائي ضوئي ليزر ينبعث منه حزمة شعاع ضوئى ضيق جدا متماسك من الضوء المرئى منخفض الطاقة، وتستخدم غالباً للأشارة على شيءمعين من خلال إلقاء الضوء عليه وتكون عبارة عن بقعة صغيرة من الضوء الساطع ملونة بلون محدد. وتلزم السلطات القضائية في معظم البلدان ان لا تتجاوز قدرة الليزر لهذه المؤشرات عن 5 ميلى واط.
العرض الصغير للشعاع والطاقة المنخفضة لمؤشر الليزر النموذجى تجعل الشعاع نفسه غير مرئي في أجواء نظيفة نوعا ما، فقط تظهر نقطة مضيئة عندما تصطدم بسطح معتم . في بعض مؤشرات الليزر ذات الطاقة العالية يسهل رؤية الشعاع من خلال جزيئات الغبار و قطرات الماء بطول مسار الشعاع . وفي مؤشرات الليزر ذات الطاقة العالية الأخضر والأزرق قد يسهل رؤية الشعاع حتى في الهواء النقى، خصوصا عندما ينظر إليها في ظروف إضاءة خافتة بشكل معتدل .ويكمن رؤية الشعاع من زاوية محور الشعاع نفسة (رؤية الشعاع مع اتجاه مستوى النظر) ويزداد وضوحة بزيادة كثافة تناثر جزيئات من الغبار في الهواء، كمؤشرات الليزر الأخضر والتي تستخدم للإشارة للاجرام الفلكية في السماء لغرض التدريس . وتوجد مؤشرات ليزر تعمل بوحدات الاشعة تحت الحمراء (IR) ذات التكلفة المنخفضة والتي تصل طاقتها إلى 1000ملى وات (1 وات) والتي بدورها خلقت جيل جديد من مؤشرات الليزر ذات ترددات تصل إلى الضعف، كمؤشرات الليزر الأخضر والأزرق والبنفسجى وتعمل من خلال تحويل الاشعة تحت الحمراءالغير مرئية (IR)إلى اشعة مرئية ويطلق على هذه النوعية (DPSS) اختصاراً لـ Diode-pumped solid-state lasers وعادة ما تصل طاقة هذه المؤشرات إلى 300 ملى وات والسبب ان الليزر يحتوى على عنصر الاشعة تحت الحمراء والذي يصعب تصفيتة، وأيضاً لان تصفيتة تسهام في إنتاج حرارة زائدة يصعب تبديدها في حزمة شعاع صغيرة، غالبا ما يترك مكون الاشعة الغير مرئية في المؤشرات الرخيصة دون تصفية، وعنصر الاشعة غير المرئية يسبب درجة اضافية من الخطر المحتمل في هذه المؤشرات عند استخدامها بالقرب من الاشياء أو الاشخاص .
تعتبر مؤشرات الليزر اداة اشاره قوية حتى في وضح النهار، وقادر على إنتاج إشارات مشرقة تمكن من البحث أو الإشارة لسيارات الإنقاذ باستخدام جهاز صغير وخفيف الوزن وغير مكلف وهو من النوع الذي يمكن أن تقوم بحملة بشكل روتيني ضمن معدات حالات الطوارئ.
مؤشرات الليزر إذا وجهت إلى عين الإنسان يمكن أن تسبب اضطرابات مؤقتة لرؤية. وهناك بعض الأدلة النادرة على حدوث اضرار طفيفة دائمة، ولكن مؤشرات الليزر التي تعمل بالطاقة المنخفضة ليست خطرة على الصحة، ويمكن أن تكون مصدر إزعاج كبير في بعض الظروف، فنقطة من الضوء من مؤشر ليزر أحمر قد يظن البعض أن ذلك يعود إلى فوهة بندقية الليزر، مما يتسبب في غضب وخطر محتمل .عندما يشار بالليزر إلى الطائرات ليلا، قد تسبب انبهار الطيار مما يصرف انتباهه، وصدرت قوانين صارمة على نحو متزايد لخطر هذا.

## الالوان والطول الموجى
في وقت مبكركانت مؤشرات ليزر الهليوم نيون (HeNe)(ليزر الغاز) كانت تولد اشعة ليزر بطول موجى 633 نانومتر، تصمم عادة لإنتاج ليزر بطاقة اقل من 1 ملى وات . ومؤشرات الليزر الاقل تكلفة يستخدم الدايود الأحمر والتي يكون طلولها الموجى قريب من 650 نانو متر، والأكثر قليلا تكلفة يستخدم دايود احمر/برتقالى بطول موجى 635 نانو متر، الطول الموجى 635 نانو متر يكون أكثر وضوحا بسهولة نظرا لحساسية العين البشرية لهذا الطول الموجى، والوان أخرى أيضاً كالليزر الأخضر بطول موجى 532 نانومتر كونها البديل الأكثر شيوعا، ومؤشرات الليزر الأصفر والبرتقالي بطول موجى 593.5 نانومتر، ومؤخراً في سبتمبر 2005 أصبح ليزر اللون الأزرق بطول موجى 473 نانومتر اليدوى متاحاً , وفي عام 2010 أصبح ليزر (البلو راى) (في الواقع بنفسجى) ذات الطول الموجى 405 يباع كمؤشرات ليزر .
سطوع واضح لبقعة شعاع الليزر يعتمد على الطاقة الضوئية لليزر، وانعكاسية السطح، والاستجابة اللونية للعين البشرية.لنفس الطاقة الضوئية، ضوء الليزر الأخضر يبدو أكثر وضوحاً من الألوان الأخرى لأن العين البشرية أكثر حساسية للأضواءء ذات المستويات المنخفضة من التردد الموجى للون الأخضر من الطيف (الطول الموجي 520-570 نانومتر). وتقل حساسية العين للموجات الأكثر احمرارا أو الأكثر زرقة.
عادة ما يتم ذكر طاقة الخرج من مؤشر ليزر بوحدة (ملي وات)وتصنف اشعة الليزر في الولايات المتحدة من قبل المعهد الوطني الأمريكي للمعايير. وإدارة الغذاء والدواء (FDA) . مؤشرات الليزر المرئي (400-700 نانومتر) تعمل بطاقة أقل من 1 ميلى وات تكون من الفئة 2 أو II ، ومؤشرات الليزر المرئية التي تعمل بطاقة 1 إلى 5 ميلى وات تكون من الفئة 3A أو IIIa , والفئة 3B أو IIIB تولد طاقة ما بين 5 و 500 ميلى وات، والفئة 4 أو IV توليد أكثر من 500 ميلى وات . وتنص إدارة الغذاء والدواء بالولايات المتحدة (FDA) على ان منتجات الليزر مثل مؤشرات الليزر يجب ان تمتثل مع متطلبات الطبقة I أو الطبقة II أو الطبقة IIIa .

### الأحمر و الأحمر/برتقالى
هذه هي أبسط المؤشرات، كثنائى ليزر والمتاحة في هذه الأطوال الموجية.هذا المؤشر هو ليس أكثر من ليزر دايود (صمام ثنائي)يعمل بالبطارية. وكانت أول مؤشرات ليزر أحمر صدرت في أوائل عام 1980 وكانت كبيرة. وليس عملى لكى يباع بمئات الدولارات، واليوم ,فهي أصغر بكثير وتكلفتها عادة قليلة جداً . في القرن الـ 12 أصبح متاح مؤشرات الليزر الأحمر التي تعمل بثنائى الـ (DPSS) والتي ينبعث منها اشعة بتردد 671 نانومتر .ورغم أن هذا الطول الموجي يمكن الحصول عليه مباشرة من مؤشرات ليزر الدايود (Laser Diode)ذات التكلفة المنخفضة، لكن الجودة العالية للشعاع وضيق عرض النطاق الترددى يتحقق مع إصدارات الـ (DPSS)

### الأصفر
أصبح الليزر الأصفر الذي ينبعث منه اشعة بطول موجى عند 593.5 نانومتر متاحة في السنوات القليلة الماضية.على الرغم من أنها تستند إلى عملية DPSS،في هذه الحالة يوجد خطين من الليزر (ND:YVO4, 1064 nm and 1342 nm) يتلخصون مع بعضهما في بلورة غير خطية . تعقيد هذه العملية يجعل هذه النوعية من مؤشرات ليزر بطبيعتها غير مستقره وغير فعالة، وخرجه يتراوح من 1 ميلى وات إلى حوالي 10 ميلى وات ومتفاوت إلى حد كبير مع درجة الحرارة وعادة يكون به وضع التنقل إذا كان ساخن جدا أو بارد جداً .وذلك لأن هذه العملية المعقدة قد تتطلب مثبتات لدرجة الحرارة والتبريد النشط والتي لا يمكن تركيبها في مجموعة صغيرة الحجم، وأيضامعظم المؤشرات ذات الطول الموجى الاصغر 593.5 نانومتر تعمل في وضع نابض حتى يتمكنوا من استخدامه بشكل أصغر حجما وأقل قوة تضخ للثنائيات (Diode). وقدمت مؤشرات الليزر الصفراء ذات الطول الموجى 589 نانومتر أسلوب أكثر قوة وسرية من الجيل المتوافق من نظام ليزر DPSS . على الرغم من أن فقط 4.5 نانومتر بعيدا عن 593.5 نانومتر، يظهر المزيد من اللون الذهبى بالمقارنة باللون الكهرمانى الذي يظهرى من الطول الموجي نانومتر 593.5.نجمة دليل الليزر

### الأخضر
مؤشرات الليزر الأخضر  ظهرت في السوق في عام 2000، وهو النوع الأكثر شيوعا من بين أجهزة الليزر من (DPSS) وتسمى أيضا DPSSFD اختصاراً لـ diode pumped solid state frequency-doubled فهي أكثر تعقيدا من الليزر الأحمر القياسي، لأن ليزر الدايود (Diode) لا يتيح هذا النطاق من الطول الموجى، ويتم توليد الضوء الأخضر في عملية غير مباشرة، فهو يبدء من خلال اشعة تحت الحمراء بطاقة عالية (AlGaAs) (عادة 100-300 ملى وات) بطول موجى 808 نانومتر. يتم ضخ ضوء الـ808 نانومتر المبلور من النيوديميوم المخدر - الايتريوم - الألومنيوم - فانادات (Nd:YVO4) (or Nd:YAG or less common Nd:YLF) التي تعمق الاشعة تحت الحمراء إلى طول موجى 1064 نانومتر، ويعود حدث إنتاج الليزر إلى انتقال الإلكترونيات في أيون النيوديميوم الفلورسنت Nd(III) التي هي موجودة في كل من هذه البلورات، بلورة الـNd:YVO4 أو بلورة الـ Nd-doped الأخرى تكون مغلفة على جانب صمام الثنائى (Diode) مع مرآة عازلة تعكس عند 808 نانومتر وتنقل عند 1064 نانومتر، وتوضع البلورة على كتلة نحاسية تعمل كمشتت حرارى (بالوعة حرارية) وخرج الطول الموجى 1064
نانومتر يغذى بلورة الـ (بوتاسيوم تيتانيل فوسفات) (KTP)تركب على المشتت الحرارى في تجويف مرنان الليزر، اتجاه البلورات يجب ان يكونا متقابلان كانهما متباينين الخواص والضوء المستقطب من Nd:YVO4 , فهذه الوحدة بمثابة مضاعف تردد، وتنصيف الطول الموجى إلى المطلوب 532 نانومتر . تجويف الرنانة ينتهى بمرآة عاكسة تعكس عند 1064 نانو متر وتنقل عند 532 نانومتر . وفلتر الأشعة تحت الحمراء وراء المرآة يزيل الأشعة تحت الحمراء من شعاع الإخراج (و يمكن أن يتم حذفها أو تكون غر كافية في مؤشرات الليزر قليلة التكلفة لمؤشرات الليزر الأخضر ) وتجمع في النهاية في عدسة تلسكوب الموازاة .
بعض أجهزة الليزر الأخضر تعمل بالنبض أو موجة شبه مستمرة (QCW) ، للحد من مشاكل التبريد وإطالة عمر البطارية.
إعلان في عام 2009  عن ليزر أخضر مباشر (الذي لا يتطلب مضاعفة) ووعود بكفاءة أعلى، ويمكن تعزيز وتنمية مشروع عرض الوان فيديو جديدة .
لان حتى الليزر الأخضر الذي يعمل بطاقة منخفضة يكون مرئيا في الليل من خلال نثر جزيئات في الهواء فيستخدم هذا الليزر من قبل علماء الفلك ان يشير إلى الابراج والنجوم بسهولة . مؤشرات الليزر الأخضر يمكن أن تأتي في مجموعة متنوعة من إنتاج طاقات مختلفة للشعاع . ومؤشرات الـ 5 ميلى وات من الفئة IIIa هي الأكثر أمانا للاستخدام، وأي شيء أكثر قوة هو عادة ليس ضروريا لاغراض الإشارة، منذ ان ظهر الشعاع بشكل واضح في ظروف الإضاءة الخافتة . [بحاجة لمصدر]
خفر السواحل للولايات المتحدة طلبت اطقمهم الجوية بالرجوع إلى القاعدة إذا ما تم توجيه ليزر اخضر عليهم ويتم فحصهم من الاضرار التي تصيب العين، وحكم على بعض الناس بالجسن 5 سنوات لاستهدافهم طائرة بالليزر الأخضر .

### الأزرق
مؤشرات الليزر الأزرق وطولها الموجى الخاص 473 نانومتر وعادة ما تكون بنفس البناء الأساسي للليزر الأخضر DPSS .. في عام 2006 بدأت العديد من المصانع إنتاج وحدات الليزر الأزرق لأجهزة التخزين الشامل، وكانت تستخدم في المؤشرات أيضا.وكانت هذه المؤشرات من نوع DPSS (أجهزة تضاعف تردد). أنهم الأكثر شيوعا وينبعث منها شعاع بطول موجى 473 نانومتر .الذي يتم إنتاجه من خلال مضاعفة تردد 946 نانومتر من أشعة الليزر من خلال صمام الضخ الثنائى (diode-pumped)من بلورة Nd:YAG أو بلورة Nd:YVO4 (بلورات Nd-doped عادة ما تنتج طول موجى 1064 نانومتر بشكل رئيسي، ولكن مع الطلاء بمرايا عاكسة مناسبة يمكن ان تكون أيضاً علاجاً للتناسق العالى غير الرئيسى لموجات النيوديميوم) . الخرج العالى بلورات الـ BBO يستخدم كرافع تردد وللخرج المنخفض تستخدم KPT . والشركة اليابنية نيتشيا تسيطر على 80% من الليزر الأزرق في عام 2006 .
بعض الباعة يبيعون الآن موازى ليزر دايود أزرق بقوة مقاسة تتجاوز 1,500 ميلى وات ومع ذلك، منذ ادعاء طاقة «مؤشر ليزر» والمنتجات التي تشمل أيضا قوة الأشعة تحت الحمراء (في التكنولوجيا DPSS فقط) لا تزال تقدم في الشعاع (لأسباب تناقش أدناه)، وتبقى اشكالية المقارنات على اساس الدقة للليزر الأزرق المرئى المكون من نوعية الـ DPSS والمعلومات غالبا ما تكون غير متاحة . بسبب النيوديميوم المتناسق العالى المستخدم والكفائة الضعيفة من تحويل مضاعفة التردد، جزء من قوة الأشعة تحت الحمراء تحول إلى 473 نانومتر (ضوء الليزر الأزرق) والتكوين الامثل في وحدات ال DPSS , 10-13% ونحو نصف هذا المقياس لليزر أخضر (20-30٪).[بحاجة لمصدر]
الليزر الأزرق أيضاً يكون مفتعل أو مزيف مع اشباه الموصلات كـ InGaN ,التي تنتج الضوء الأزرق من دون تردد مضاعفة، ليزر الدايود الأزرق 450 نانو متر (447 نانومتر زائد / ناقص 5 نانومتر)هو المتاح حاليا في السوق المفتوحة. وليزر الدايود ذات الإضاءة الأكثر إشراقا لنفس القوة 405 نانومتر هو ليزر دايود بنفسجي .و من الطول الموجي الأطول هو اقص درجة حساسية للعين البشرية . إنتاج كميات كبيرة من ليزر الدايود للاجهزة التجارية مثل اجهزة العرض التي تستخدم الليزر تسببت بانخفاض اسعارها، والشعبية الأخيرة لاصدارات مؤشرات الليزر ذات الطاقة العالية (1 وات أو اعلى ) هذه المؤشرات نانومتر 447، التي طورت البصريات لأفضل إيزاء وأقل اختلاف. منافسة المخاطر المرتبطة بهذه الاجهزة المحمولة بواسطة اشخاص لهم نية مشكوك فيها بالإضافة إلى تكلفتها التي تقصلصت لتصبح قادرة على منافسة الليزر الأخضر من نوعية DPSS .